# FC 오렌부르크
FC 오렌부르크(러시아어: ФК Оренбург)는 러시아 오렌부르크를 연고로 하는 축구팀이다. 이 팀은 1976년에 창단되었으며, 현재 러시아 프리미어리그에 참가하고 있다.

## 선수 명단

### 현역
참고: FIFA 자격 규정에 따라 소속된 국가대표팀 국기를 표시합니다. 선수는 복수의 FIFA 비회원국 국적을 가지고 있을 수 있습니다.
| 번호 | 포지션 | 국적     | 이름              |
| ---- | ------ | -------- | ----------------- |
| 21   | MF     |          | 가브리엘 플로렌틴 |
| 24   | MF     |          | 토마스 무로       |
| 35   | DF     | 튀르키예 | 카즘잔 카라타쉬   |

| 번호 | 포지션 | 국적 | 이름 |
| ---- | ------ | ---- | ---- |

### 역대
틀:FC 오렌부르크 선수 명단